# Nayib Lagouireh
Nayib Lagouireh (Heusden, 6 giugno 1991) è un ex calciatore belga, di ruolo attaccante.

## Carriera
Ha giocato nella massima serie olandese.